# Luis María Ramírez de las Casas-Deza

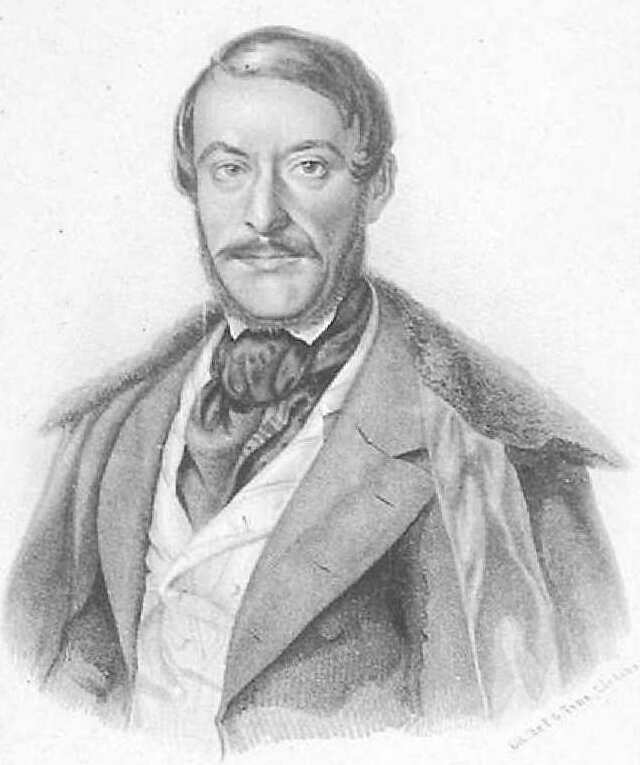
Retrato de Luis Ramírez Casas-Deza, litografía de Tena (Córdoba). Biblioteca Nacional de España.

Luis María Ramírez de las Casas Deza (Córdoba, 26 de junio de 1802-Córdoba, 5 de mayo de 1874) fue un historiador español.

## Biografía
Licenciado en Medicina, apenas ejerció la profesión médica, dedicando sus esfuerzos a la investigación histórica, que era su verdadera vocación, en virtud de la cual consiguió llegar a ser catedrático de Geografía e Historia del Instituto Provincial de Segunda Enseñanza de la ciudad de Córdoba. Fue el historiador más relevante de la ciudad de Córdoba en el siglo XIX. 
Sus estudios y publicaciones le valieron la amistad de muchos intelectuales españoles y extranjeros y propició la acogida en varias academias y sociedades literarias, como lo fueron la Academia médico-quirúrgica de Cádiz, las de Sevilla y Barcelona, el Instituto de Ciencias Médicas de Murcia, las Academias de Buenas Letras de Barcelona y Sevilla, la Academia General de Ciencias, Bellas Letras y Nobles Artes de Córdoba desde su creación, y en la que fue censor y secretario. Perteneció también á la Academia Española de Arqueología, y en la clase de correspondiente á la Real Academia de la Historia de Madrid; asimismo fue Arcade de Roma desde 1837.

## Obras publicadas
- Corografía histórico-estadística de la provincia y obispado de Córdoba. Ed. Monte de Piedad y Caja de Ahorros de Córdoba/Confederación Española de Cajas de Ahorros. Córdoba, 1.986. ISBN 978-84-7580-249-7 o ISBN 84-7580-249-4.

- Reseña de la conquista de Córdoba por el santo rey don Fernando III. Ed. Ayuntamiento de Córdoba. Área de Cultura. Córdoba, 1995. ISBN 978-84-89409-01-9 o ISBN 84-89409-01-3.

- Anales de la ciudad de Córdoba (1236-1850). Ed. Real Academia de Córdoba de Ciencias, Bellas Letras y Nobles Artes. Córdoba, 1.948. ISBN 978-84-600-3095-9 o ISBN 84-600-3095-4.

- Indicador cordobés: manual histórico topográfico de la ciudad de Córdoba. Editorial Everest, S.A., 1.976. ISBN 978-84-241-2838-8 o ISBN 84-241-2838-9.

- Memorias de Don Luis M. Ramírez de las Casas Deza. Ed. Instituto de Estudios Andaluces, 1.977. ISBN 978-84-600-0982-5 o ISBN 84-600-0982-3.